# Lliga espanyola de waterpolo femenina
|  | Aquest article tracta sobre la competició femenina. Si cerqueu la competició masculina, vegeu «Lliga espanyola de waterpolo masculina». |

La Lliga espanyola de waterpolo femenina, anomenada anteriorment Lliga Iberdrola de waterpolo femenina i actualment Lliga Premaat waterpolo femenina per motius comercials, és una competició esportiva de clubs espanyols de waterpolo, creada la temporada 1987-88. De caràcter anual, és organitzada per la Reial Federació Espanyola de Natació, Hi participen dotze equips que, des de la temporada 1996-97, disputen una primera fase regular en format lligueta. Els quatre millor classificats disputen un fase final en format d'eliminació directa, que determina el campió de la competició.
Els dominadors històrics de la competició són els equips catalans, destacant el Club Natació Sabadell amb divuit títols (vuit d'ells de forma consecutiva entre 2011 i 2019), seguit del Club Esportiu Mediterrani amb onze. Altres equips que han guanyat la competició són el Club Natació Catalunya (1988-89, 1990-91), el Centre Natació Mataró (2019-20), el Club Natació Molins de Rei (1987-88) i el Club Natación Ondarreta Alcorcón (2005-06), essent l'únic club de fora de Catalunya que s'ha proclamat campió de Lliga.

## Clubs participants
A la temporada 2023-24 hi participen dotze equips, amb clar predomini dels clubs catalans:
- Club Natació Atlètic-Barceloneta
- Club Deportivo Natación Boadilla
- Simalga Real Canoe NC
- Club Natació Catalunya
- Assolim Centre Natació Mataró
- Club Esportiu Mediterrani
- Club Natació Rubí
- Astralpool Club Natació Sabadell
- Club Natació Sant Andreu
- Club Natació Sant Feliu
- Santa Cruz Tenerife Echeyde
- Club Natació Terrassa

## Historial
| En negreta = Equip guanyador (1) = Nombre de títols |

| Edició | Temporada | Campió                    | Resultat   | Subcampió             | refs   |
| ------ | --------- | ------------------------- | ---------- | --------------------- | ------ |
| I      | 1987-88   | CN Molins de Rei (1)      |            | CN Catalunya          | [ 4 ]  |
| II     | 1988-89   | CN Catalunya (1)          | lligueta   | CN Molins de Rei      | [ 5 ]  |
| III    | 1989-90   | CE Mediterrani (1)        | 10-6       | CN Catalunya          | [ 6 ]  |
| IV     | 1990-91   | CN Catalunya (2)          | lligueta   | CN Sabadell           |        |
| V      | 1991-92   | CE Mediterrani (2)        | lligueta   | CN Catalunya          |        |
| VI     | 1992-93   | CE Mediterrani (3)        | lligueta   | CN Sabadell           |        |
| VII    | 1993-94   | CE Mediterrani (4)        | lligueta   | CN Catalunya          |        |
| VIII   | 1994-95   | CE Mediterrani (5)        | 11-4       | CN Sabadell           | [ 7 ]  |
| IX     | 1995-96   | CE Mediterrani (6)        |            | CN Ondarreta Alcorcón |        |
| X      | 1996-97   | CE Mediterrani (7)        |            | CN Sabadell           |        |
| XI     | 1997-98   | CE Mediterrani (8)        |            | CN Ondarreta Alcorcón |        |
| XII    | 1998-99   | CE Mediterrani (9)        |            | CE Mediterrani        |        |
| XIII   | 1999-00   | CN Sabadell (1)           |            | CE Mediterrani        |        |
| XIV    | 2000-01   | CN Sabadell (2)           | 2-1        | CE Mediterrani        | [ 8 ]  |
| XV     | 2001-02   | CN Sabadell (3)           | 2-1        | CE Mediterrani        | [ 9 ]  |
| XVI    | 2002-03   | CE Mediterrani (10)       | 2-1        | CN Sabadell           | [ 10 ] |
| XVII   | 2003-04   | CN Sabadell (4)           |            | CE Mediterrani        |        |
| XVIII  | 2004-05   | CN Sabadell (5)           | 2-0        | CN Ondarreta Alcorcón | [ 11 ] |
| XIX    | 2005-06   | CN Ondarreta Alcorcón (1) |            | CN Sabadell           |        |
| XX     | 2006-07   | CN Sabadell (6)           | 2-0        | CE Mediterrani        | [ 12 ] |
| XXI    | 2007-08   | CN Sabadell (7)           | 2-0        | CN Ondarreta Alcorcón | [ 13 ] |
| XXII   | 2008-09   | CN Sabadell (8)           | 2-1        | CN Ondarreta Alcorcón |        |
| XXIII  | 2009-10   | CE Mediterrani (11)       | 2-1        | CN Sabadell           | [ 14 ] |
| XXIV   | 2010-11   | CN Sabadell (9)           | 2-0        | CN Sant Andreu        | [ 15 ] |
| XXV    | 2011-12   | CN Sabadell (10)          | lligueta   | CN Mataró             | [ 16 ] |
| XXVI   | 2012-13   | CN Sabadell (11)          | 2-0        | CN Mataró             | [ 17 ] |
| XXVII  | 2013-14   | CN Sabadell (12)          | 2-0        | CN Mataró             | [ 18 ] |
| XXVIII | 2014-15   | CN Sabadell (13)          | 2-0        | CN Sant Andreu        | [ 19 ] |
| XXIX   | 2015-16   | CN Sabadell (14)          | 2-0        | CN Mataró             | [ 20 ] |
| XXX    | 2016-17   | CN Sabadell (15)          | 2-0        | CN Mataró             | [ 21 ] |
| XXXI   | 2017-18   | CN Sabadell (16)          | 2-0        | CN Sant Andreu        | [ 22 ] |
| XXXII  | 2018-19   | CN Sabadell (17)          | 2-0        | CN Sant Andreu        | [ 23 ] |
| XXXIII | 2019-20   | CN Mataró (1)             | [ Nota 1 ] | CN Sabadell           | [ 24 ] |
| XXXIV  | 2020-21   | CN Sabadell (18)          | 2-1        | CN Mataró             | [ 25 ] |
| XXXV   | 2021-22   | CN Sabadell (19)          | 2-1        | CN Mataró             | [ 26 ] |
| XXVI   | 2022-23   | CN Sabadell (20)          | 2-1        | CN Mataró             | [ 27 ] |
| XXVII  | 2023-24   | CN Mataró (2)             | 2-1        | CN Sant Andreu        | [ 28 ] |
| XXVIII | 2024-25   | CN Sabadell (21)          | 2-1        | CN Sant Andreu        | [ 29 ] |

1. ↑  Degut a la finalització del Campionat pel risc públic de contagi del COVID-19, la Reial Federació Espanyola de Natació va declarar campió el CN Mataró.

## Palmarès
| Equip                      | Campió | Subcampió | Anys campió | Anys subcampió                                                         |
| -------------------------- | ------ | --------- | --- | ---------------------------------------------------------------------- |
| Club Natació Sabadell      | 21     | 8         | 1999-00, 2000-01, 2001-02, 2003-04, 2004-05, 2006-07, 2007-08, 2008-09, 2010-11, 2011-12, 2012-13, 2013-14, 2014-15, 2015-16, 2016-17, 2017-18, 2018-19, 2020-21, 2021-22, 2022-23, 2024-25 | 1990-91, 1992-93, 1994-95, 1996-97, 2002-03, 2005-06, 2009-10, 2019-20 |
| Club Esportiu Mediterrani  | 11     | 6         | 1989-90, 1991-92, 1992-93, 1993-94, 1994-95, 1995-96, 1996-97, 1997-98, 1998-99, 2002-03, 2009-10                                                                                           | 1998-99, 1999-00, 2000-01, 2001-02, 2003-04, 2006-07                   |
| Centre Natació Mataró      | 2      | 8         | 2019-20, 2023-24 | 2011-12, 2012-13, 2013-14, 2015-16, 2016-17, 2020-21, 2021-22, 2022-23 |
| Club Natació Catalunya     | 2      | 4         | 1988-89, 1990-91 | 1987-88, 1989-90, 1991-92, 1993-94                                     |
| CN Ondarreta Alcorcón      | 1      | 5         | 2005-06 | 1995-96, 1997-98, 2004-05, 2007-08, 2008-09                            |
| Club Natació Molins de Rei | 1      | 1         | 1987-88 | 1988-89                                                                |
| Club Natació Sant Andreu   | 0      | 5         | – | 2010-11, 2014-15, 2017-18, 2018-19, 2023-24, 2024-25                   |